# Pomnik Poległych Winiarczyków

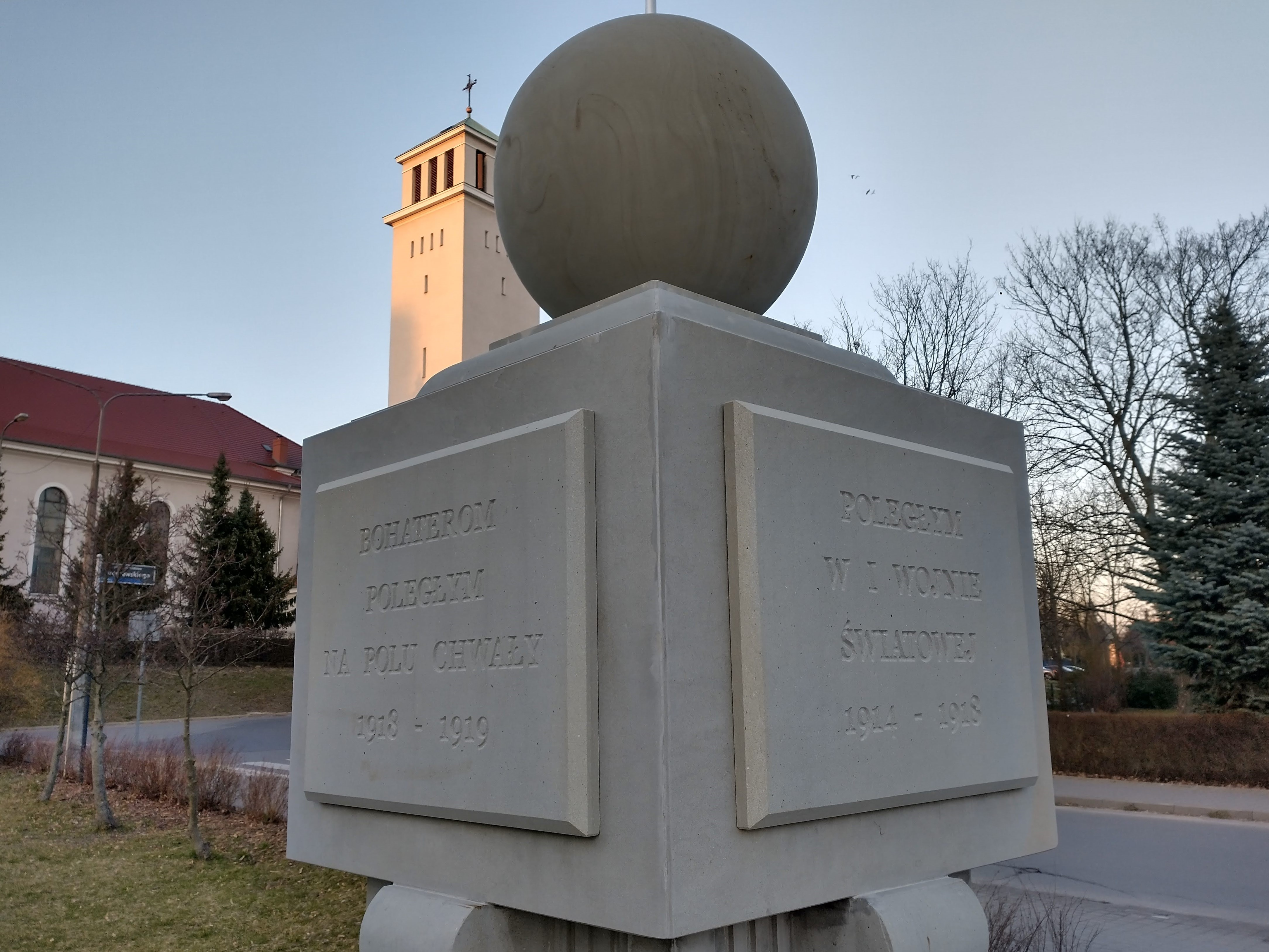
Tablice pamiątkowe

Pomnik Poległych Winiarczyków – pomnik w hołdzie Winiarczykom poległym za Wiarę i Ojczyznę w latach 1914–1921, który znajdował się na poznańskich Winiarach od 1922 do II wojny światowej. Zrekonstruowany i ponownie odsłonięty w 2021 na skwerze Stanisława Bręczewskiego.

## Projekt i wymowa
Pomnik miał formę masywnego sześcioboku opartego na czterech słupach i czterech wolutach, zwieńczonego dużą kulą z krzyżem. Na bocznych ścianach sześcioboku znajdowały się tablice pamiątkowe. Upamiętniał dziewięćdziesięciu mieszkańców Winiar poległych w latach 1918–1921 podczas powstania wielkopolskiego, I wojny światowej i wojny polsko-bolszewickiej. Był to pierwszy w mieście pomnik upamiętniający powstańców wielkopolskich i poległych w I wojnie światowej. Znajdował się na skrzyżowaniu ulic: Długiej (późniejszej Winiarskiej), św. Stanisława i Plebańskiej, w pobliżu dawnej szkoły podstawowej nr 17 (rozebranej w 1979 podczas budowy Osiedla Winiary) oraz domu katechetycznego, w którym od 1923 odprawiano msze święte dla mieszkańców Winiar.

## Historia
Inicjatorami powstania obiektu byli: lokalny proboszcz Bolesław Kościelski, naczelnik gminy Antoni Bajerlein, Wincenty Pokrywka oraz rektor szkoły podstawowej nr 17 Sylwester Mausz. Kamień węgielny pod budowę pomnika wmurowano 26 grudnia 1922. Podczas tej uroczystości, w której uczestniczył gen. Kazimierz Raszewski, wręczono Krzyże Walecznych Wincentemu Pokrywce i Antoniemu Bajerleinowi (byli oni dowódcami winiarskiego oddziału powstańczego w 1918). Monument odsłonięto 6 maja 1923. Podczas II wojny światowej został zniszczony przez Niemców, choć niepotwierdzone przekazy mówią, że udało się wcześniej wyjąć tubę z aktem erekcyjnym i listą 90 poległych Winiarczyków. Władze PRL nie odbudowały monumentu. Również po 1989 nie wrócono do tego pomysłu.
Pomnik zrekonstruowano i odsłonięto ponownie 4 października 2021 w innej lokalizacji, na skwerze Stanisława Bręczewskiego w pobliżu ul. Sokoła a dawne miejsce istnienia pomnika wyznaczają trzy ocalałe stare lipy (posadzone w roku odsłonięcia pomnika) stojące pomiędzy torowiskami tramwajowymi linii piątkowskiej, a samem spożywczym z 1969.